# Doxygen
Doxygen – generator dokumentacji dla języków C++, C, Java, Objective-C, Python, IDL, Fortran i do pewnego stopnia dla PHP, C#, D oraz ActionScript. Obsługuje następujące formaty wyjściowe: HTML, CHM, RTF, PDF, LaTeX, PostScript oraz strony man.